# Trudy (Disney)
Trudy è un personaggio Disney creato dal disegnatore italiano Romano Scarpa. Fa il suo esordio in Topolino e la collana Chirikawa, pubblicata sul Topolino n. 230 del 10 marzo del 1960. Nelle storie statunitensi si chiama Trudy Van Tubb.

## Caratteristiche
Fin dal suo esordio viene considerata la fidanzata del criminale Pietro Gambadilegno, acerrimo nemico-rivale di Topolino, e quest'ultimo si stupisce di non aver mai saputo di lei prima di allora: Pietro e Trudy si conoscono dall'infanzia, quando, ancora bulletti di quartiere, rapirono il piccolo Topolino dalla sua culla per poterne chiedere il riscatto. Si dimostra spietata e senza scrupoli al pari del suo degno compagno, che spesso aiuta nelle sue elaborate imprese criminose, soprattutto nelle prime storie o comunque in quelle firmate dal disegnatore Scarpa. Ama indossare abiti particolarmente vistosi, porta scarpe con tacchi alti e graficamente risulta la controparte perfetta di Pietro Gambadilegno, al pari di Minni e Topolino, essendo una gatta antropomorfa.
La migliore caratterizzazione del personaggio si deve, sicuramente, dovuta al suo creatore, che si era ispirato alle cosiddette "pupe dei gangster" dei film d'epoca, pur realizzandone una parodia, essendo Trudy sovrappeso e parecchio rude; nelle storie più recenti, al pari del fidanzato, anche lei si è addolcita: basti pensare che durante gli anni novanta ha persino stretto rapporti di amicizia con Minni, la fidanzata dell'odiato Topolino. Recita spesso e volentieri un ruolo di co-protagonista nelle storie con Pietro Gambadilegno protagonista, che è solito chiamarla affettuosamente colombella. In almeno due casi, è ricorsa all'aiuto di Topolino per ritrovare o salvare Gambadilegno: in Topolino nel favoloso regno di Shan-Grillà (1961) di Scarpa, e in Dalla parte sbagliata (1998) di Tito Faraci e Paolo Mottura.
È stata disegnata da molti esponenti della scuola Disney italiana, come Giorgio Cavazzano, Massimo De Vita, Sergio Asteriti, Luciano Gatto, Giovan Battista Carpi, Giulio Chierchini, ma anche dall'iberico Cèsar Ferioli Pelaez o dai componenti dello Studio Comicup.